# ظافر یوسف
ظافر یوسف (عربی: ظافر یوسف؛ متولد ۱۹ نوامبر ۱۹۶۷ در طبلبة‎، تونس) آهنگساز، خواننده و نوازندهٔ عود است.

## زندگی
ظافر یوسف در روستای کوچکی در سواحل تونس متولد شد. پدربزرگ او مؤذن بود و از همین جهت پیش‌زمینه‌های موسیقی مذهبی از کودکی در وجود او شکل گرفته‌اند. یوسف رادیو را «مهم‌ترین مدرسه» برای خود می‌نامد. او در سنین کودکی به موسیقی جاز علاقه‌مند شد و در طول تحصیلاتش در مدرسهٔ قرآنی مخفیانه به این موسیقی گوش فرامی‌داد. او بعداً تونس را ترک کرد تا موسیقی جاز را به صورت جدی شروع کند. یوسف از سال ۱۹۹۰ در اروپا زندگی می‌کند، معمولاً در پاریس یا وین. او به جز موسیقی جاز، در زمینهٔ موسیقی آوانگارد و موسیقی ملل هم کار می‌کند و برای آنها نیز نامزد جوایزی شده‌است. او شش آلبوم از خود و آلبوم‌هایی را با همکاری پائولو فرسو ترومپت‌نواز ساردنی و اویند آرست گیتاریست نروژی منتشر کرده‌است. یوسف به موسیقی هند و موسیقی نوردیک نیز علاقه‌مند است. او همچنین با موسیقی‌دان جاز نروژی بوگی وسلتفت در آلبوم FiLM iNG همکاری داشته‌است. یوسف در کنار یوری کین، تیران هماسن، جان هاسل، مارکوس استاک هاوزن، نگوین لی، عمر سوسا و هیزنی شلندریچی نیز اجراهایی را انجام داده‌است.

## آلبوم‌ها

### آلبوم‌های انفرادی
- Malak (1999)
- (2001) Electric Sufi
- Digital Prophecy (2003)
- Divine Shadows (2006)
- Glow (2007)
- Abu Nawas Rhapsody (2010)
- Birds Requiem (2013)
- Diwan of Beauty and Odd (2016)
- Sounds of Mirrors (2018)